# Обер-Габельхорн
Обер-Габельхорн (нем. Ober Gabelhorn) — вершина в Пеннинских Альпах Швейцарии в кантоне Вале, расположенная между деревнями Церматт и Цемаль. Высота вершины 4063 метра над уровнем моря.

## Физико-географические характеристики
Вершина Обер-Габельхорн расположена в швейцарском кантоне Вале в южной оконечности долины Циналь (часть долины Аннивье). Вместе с вершинами Дан-Бланш (на западе) и Цинальротхорн (на востоке), Обер-Габельхорн возвышается над ледником Циналь. На южной стороне горы расположен ледник Змютт в долине Змютт, которая идет на запад до Церматта.
Обер-Габельхорн имеет пирамидальную форму, аналогичную расположенной рядом вершине Маттерхорн, но меньших размеров. Только гладкая северная сторона полностью покрыта ледниками, остальные стороны преимущественно скалистые. Юго-западный гребень называется Арбенграт (нем. Arbengrat), тогда как северо-северо-западный Арет-дю-Кёр (фр. Arête du Coeur). Юго-восточный гребень, на котором расположен перевал Обер-Габельйох (нем. Ober Gabeljoch, 3597 метров), называется Габельхорнграт (нем. Gabelhorngrat). На северо-восточном гребне в 800 метрах от Обер-Габельхорн расположена вершина Велленкуппе (нем. Wellenkuppe, 3903 метра), которая проходится как часть классического восхождения на Обер-Габельхорн.
Вершину обслуживают три альпийских приюта, Ротхорн (3198 метров), Гран-Монтье (2,886 метров) и Арбен Бивуак (3224 метра).

## История восхождений
Первое восхождение на Обер-Габельхорн было совершено англичанами Адольфом Муром и Хорасом Уокером и их гидом швейцарцем Якобом Андереггом 6 июля 1865 года по восточной стене.
Второе восхождение, и первое по северо-северо-западному гребню, было совершено днём позже лордом Ф. Дугласом, П. Таугвальдером и Й. Вианином, 7 июля 1865 года. Во время восхождения, они не знали о том, что Муру и его команде удалось взойти на вершину днём ранее. Это была их третья попытка восхождения на вершину, которая в конечном итоге увенчалась успехом. Дуглас погиб неделей позже при восхождении на Маттерхорн.
Юго-западный гребень Арбенграт впервые был пройден в 1874 году Н. С. Хоаром и Е. Хальтоном с гидами Й. фон Бергеном, П. Руби и Й. Мозером. Три года спуста, Дж. Уолкер Нартли, В. Е. Дэвидсон, П. Руби и Й. Хуан первыми взошли на вершину по Габельхорнграту.
Северная стена, аналогичная северо-восточной стене вершины Ленцшпитце, была впервые пройдена 30 июля 1930 года Х. Киенером и Р. Шварцгрубером.
Первое восхождение по южной стене впервые совершили П. Фаррер и Д. Макуигназ в качестве гида в 1892 году.
К. Клюкер и Л. Норман-Неруда совершили первое восхождение по восточно-северо-восточному гребню 1 августа 1890 года. В настоящее время этот маршрут является классическим, и большинство альпинистов идут этим путём. Он начинается с приюта Ротхорн и проходит по гребню, включая прохождение вершины Велленкуппе.